# Börslingen
Börslingen è un comune tedesco di 167 abitanti, situato nel land del Baden-Württemberg.